# استیرنس (دهانه)
استیرنس یک دهانه برخوردی در ماه‌ است.